# Condado de Grant (Washington)
O Condado de Grant é um dos 39 condados do Estado americano de Washington. A sede de condado é Ephrata, e sua maior cidade é Moses Lake. O condado possui uma área de 7 229 km², uma população de 74 698 habitantes, e uma densidade populacional de 11 hab/km² (segundo o censo nacional de 2000). O condado foi assim nomeado em homenagem ao presidente americano Ulysses S. Grant.